# Tommy Byrne
 Tommy Byrne  (Drogheda, 6 de maig de 1958) va ser un pilot de curses automobilístiques irlandès que va arribar a disputar curses de Fórmula 1.

## A la F1
Tommy Byrne va debutar a la dotzena cursa de la temporada 1982 (la 33a temporada de la història) del campionat del món de la Fórmula 1, disputant el 8 d'agost del 1982 el G.P. d'Alemanya al circuit de Hockenheimring.
Va participar en un total de cinc curses puntuables pel campionat de la F1, disputades totes a la temporada 1982, no aconseguint finalitzar cap cursa i no assolí cap punt pel campionat del món de pilots.

## Resultats a la Fórmula 1
| Any  | Equip                | Xassís   | Motor    | 1   | 2   | 3     | 4   | 5   | 6   | 7     | 8   | 9   | 10  | 11  | 12      | 13      | 14      | 15      | 16      | Posició | Punts |
| ---- | -------------------- | -------- | -------- | --- | --- | ----- | --- | --- | --- | ----- | --- | --- | --- | --- | ------- | ------- | ------- | ------- | ------- | ------- | ----- |
| 1982 | Theodore Racing Team | Theodore | Cosworth | SUD | BRA | O.USA | SMR | BEL | MON | E.USA | CAN | HOL | GBR | FRA | ALE NVQ | AUT Ret | SUI NVQ | ITA NVQ | LVG Ret | -       | 0     |

### Resum
| Curses: | Victòries: | Pòdiums: | Poles: | Voltes ràpides: | Punts: |
| ------- | ---------- | -------- | ------ | --------------- | ------ |
| 5 (2)   | 0          | 0        | 0      | 0               | 0      |